# Domenico De Simone (calciatore)
Domenico De Simone (Napoli, 10 giugno 1975) è un allenatore di calcio ed ex calciatore italiano, di ruolo centrocampista.
Ha collezionato 69 presenze in Serie B con le maglie di Avellino, Catanzaro e Verona realizzando una rete.

## Carriera

### Giocatore
Esordisce fra i professionisti con l'Ischia in Serie C1 a 19 anni. Successivamente gioca con le maglie di Castel di Sangro, Benevento, Cesena e Chieti.
Con l'Avellino, dopo mezza stagione in Serie C1, debutta in Serie B il 19 ottobre 2003 nella partita Avellino-Ascoli 2-2. Complessivamente nel campionato cadetto disputa 69 presenze (segnando una rete), indossando anche le maglie di Catanzaro e Verona.
Successivamente passa al Pisa, in Serie C1, dove nel 2007 vince i play-off per la promozione in Serie B, ma resta a giocare in terza serie con la Lucchese. In seguito indossa le maglie di Bassano, Potenza e Giulianova, dove chiude la carriera da calciatore a 37 anni.

### Allenatore
Dalla stagione 2012-2013 a quella 2016-2017 è allenatore nelle giovanili del Modena venendo promosso a collaboratore tecnico della prima squadra nel 2017. Si è svincolato durante la stagione 2017-2018 in seguito alla radiazione della società. Nel gennaio 2019 segue Ezio Capuano come collaboratore tecnico al Rieti. Dalla stagione 2020-2021 diventa vice di Piero Braglia all'Avellino.